# Last Recordings
Last Recordings ist das letzte Album des amerikanischen Free-Jazz-Interpreten Eric Dolphy. Es zeigt Dolphy als Improvisator, Komponist und Bandleader.

## Entstehungsgeschichte
Am 3. Juni 1964, einen Tag, nachdem er sechs Songs mit Misha Mengelberg, Jacques Schols und Han Bennink im Hilversum aufgenommen hatte (das Album erschien bereits in den 1960er Jahren unter dem Titel Last Date beim „Fontana“-Label) verließ Eric Dolphy Holland. Er flog nach Paris, um dort mit seinen Landsleuten Nathan Davis und Donald Byrd sowie einer europäischen Rhythmusgruppe, bestehend aus Jack Diéval, Jacques B. Hess und Franco Manzecchi, zu arbeiten. Mit dieser Besetzung wurde Dolphy am 11. Juni 1964 für eine Radiosendung aufgenommen. Das Album mit Teilen dieses Mitschnitts erschien 1988 erstmals bei West Wind (WW 2016); unter dem gleichen Titel wurde es auch beim japanischen Label DIW veröffentlicht. Zwei weitere Stücke, die während der gleichen Radioproduktion aufgenommen wurden, sind ebenfalls auf Tonträger dokumentiert.
Sämtliche Songs von Last Recordings hat Eric Dolphy geschrieben. In „Springtime“, einer bis dahin nicht dokumentierten Eigenkomposition, zeigt Eric Dolphy eine seltene, für ihn wenig übliche Farbe; das Stück baut nach einem auf Bassklarinettentrillern basierenden Intro auf einem Shuffleartigen Tango-Ostinato auf. Nach Bert Noglik erinnert es „ein wenig an die Village-Vanguard-Aufnahmen mit Coltrane und entwirft musikalisch das Bild des letzten Frühlings, den Eric Dolphy erlebt hat, zehn Tage vor Sommeranfang, in Paris, der Stadt seiner Wahl, im Jahr seines Todes.“ Die Titel „GW“ (für Gerald Wilson), „245“ und „Serene“ waren erstmals bereits auf den Alben Outward Bound bzw. Out There veröffentlicht und wurden von Dolphy häufiger auf Tourneen gespielt. „245“ wird auf Last Recordings jedoch schneller und rhythmusbetonter gespielt.

## Die Titel
1. Springtime (19:11)
2. 245 (10:10)
3. GW (6:01)
4. Serene (7:43)

## Editorische Hinweise
1999 erschien auf dem japanischen Label Norma The Complete Last Recordings. Dieses Album umfasst alle 6 Titel, die am 11. Juni 1964 eingespielt wurden. Zusätzlich sind dort eine Version des Coltrane-Titels Naima (15:15) und Byards Ode to Charlie Parker (5:31) dokumentiert; diese Titel werden vom Septett interpretiert.